# Вить (деревня)
Вить (бел. Віць; до 30 июля 1964 года — Гноев) — деревня в Хойникском районе Гомельской области Республики Беларусь. В составе  Борисовщинского сельсовета.

## География

### Расположение
В 16 км на запад от районного центра и железнодорожной станции Хойники (на ветке Василевичи — Хойники от линии Гомель — Калинковичи), 119 км от Гомеля.

### Гидрография
На восточной окраине река Вить (приток реки Припять).

## Транспортная сеть
Транспортные связи по просёлочной, а затем автодороге Юровичи — Хойники. Планировка состоит из 2 прямолинейных, параллельных между собой меридиональной ориентации улиц, соединённых переулками. На востоке — короткая прямолинейная улица. Застройка двусторонняя, деревянная, усадебного типа.

## Этимология
До 30 июля 1964 года деревня Вить называлась Гноево.

## История
В листе 1585 г. короля Стефана Батория пану Давыду Есману на пожизненное владение о селении сказано: «село Гновъ, в нем дымов двадцать пять» «у волости старостъва Мозырского» Минского воеводства Великого Княжества Литовского. В XVII—XVIII вв. селение в Загальском старостве. В Российской империи — также в составе казённого имения Загалье. В 1879 году обозначена как селение в Загальском церковном приходе. В переписи 1897 г. упомянут хлебозапасный магазин.
С 8 декабря 1926 года до 30 декабря 1927 года центр Гноевского сельсовета Хойникского района Речицкого с 9 июня 1927 года Гомельского округов. В 1930 году организован колхоз «Красная звезда», работали ветряная мельница и кузница. Во время Великой Отечественной войны 102 жителя погибли на фронте. Согласно переписи 1959 года в составе совхоза «Борисовщина» (центр — деревня Борисовщина). Расположена средняя школа.

## Население

### Численность
- 2021 год —  444 жителя, 173 хозяйства

### Динамика
- 1834 год — 239 жителей, 39 хозяйств
- 1897 год — 546 жителей, 110 хозяйств (согласно переписи)
- 1908 год — 704 жителя, 121 хозяйство
- 1930 год — 938 жителей, 194 хозяйства
- 1959 год — 1194 жителя (согласно переписи)
- 2004 год — 652 жителя, 235 хозяйств
- 2021 год —  444 жителя, 173 хозяйства

## Культура
- Дом культуры
- Музей ГУО "Витьевская средняя школа"

## Достопримечательность
- Памятник погибшим воинам в Великой Отечественной войне. Установлен в 1975 году на перекрёстке дорог Калинковичи-Хойники и Вить-Загальская Слобода. Обелиск в честь Героя Советского Союза В. Г. Колесника.
- Обелиск лётчику Дедову С. М.[3]